# ヴァシレイオス・スパヌリス
ヴァシリス・スパヌリス（ギリシア語: Βασίλης Σπανούλης、英語: Vasileios Spanoulis、1982年8月7日 - ）は、ギリシャの元バスケットボール選手。バスケットボール指導者。テッサリアラリサ県ラリサ出身。ポジションはポイントガード、シューティングガード。193cm、96kg。

## 来歴
1994年にAELラリサのユースチームでバスケキャリアを開始し、1999年にA2リーグに所属するトップチームでプロデビュー。
2001年、A1リーグのマルーシへ移籍。ユーロカップやULEBカップも経験する。2002年にはギリシャ代表としてU-20欧州選手権。
2005年、パナシナイコスに移籍。ユーロリーグに出場。

### NBA
2004年のNBAドラフトではダラス・マーベリックスにドラフト全体50位で指名された後、ヒューストン・ロケッツにトレードされ、2006-07シーズンにプレーする。
2007年、ジャッキー・バトラーおよびルイス・スコラの優先交渉権との交換によりサンアントニオ・スパーズへトレードされるが、古巣パナシナイコスに復帰。
2010年、オリンピアコスBCに加入。

### 指導者としてのキャリア(2022-)
2024年11月27日、ユーロリーグとLNBに所属するASモナコ・バスケットのヘッドコーチに就任すると発表された。契約期間は2年で、契約延長のオプションも付随されている。

### ギリシャ代表
ギリシャ代表として、アテネ五輪出場、2005年欧州選手権優勝と2006年世界選手権準優勝も経験する。